# Liv Mildrid Gjernes

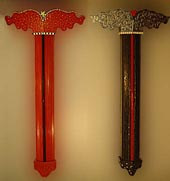
Liv Mildrid Gjernes:
"Ikoner for hjertene" 2003 Profero

Liv Mildrid Gjernes (född 1954 i Lunde, Telemark) i Norge är en norsk konstnär.  Hon är bosatt och har ateljé och verkstad i Eidsfoss i Vestfold sedan 1991. 
Mellan 1986 och 1991 var hon bosatt på Fossekleiva i Svelvik i Norge.
Gjernes är utbildad, bland annat, vid ”Statens Høgskole for Kunsthandverk og design”, i Bergen, och ”Instituttet for møbel og rom”.
På uppdrag av den norska regeringen designade och tillverkade hon en gåva till Prinsessa Märtha Louise och Ari Behns bröllop 24 maj 2002. Gåvan, betitlad "Ikoner for hjertene", bestod av två skåp speciellt designade för bröllopsparet. Vardera skåp innehöll exklusiva arbeten från sju norska regioner, också de tillverkade av framstående norska konsthantverkare.